# Gordon Herbert
Gordon Walter Herbert (* 16. Februar 1959 in Penticton, British Columbia) ist ein kanadischer Basketballtrainer und ehemaliger -spieler. Er war als Spieler und Trainer viele Jahre in Finnland tätig und besitzt auch die finnische Staatsbürgerschaft. Er war von 2021 bis 2024 Trainer der deutschen Basketballnationalmannschaft der Männer und wurde mit dieser im Jahr 2023 Weltmeister.

## Laufbahn

### Spieler
Herbert, Sohn einer Sportlehrerin und eines Anwalts, spielte als Junge Eishockey und Basketball. Letztere Sportart hatte auch seine Mutter auf Hochschulebene betrieben. Er studierte zunächst am North Idaho College (in dessen Sport-Ruhmeshalle er 2009 aufgenommen wurde) in den Vereinigten Staaten und wechselte dann an die Universität von Idaho. Dort blieb er bis 1982. Er begann seine Basketball-Profikarriere bei Hyvinkään Tahko in Finnland und erreichte dort 1982/83 einen Punkteschnitt von 31,4 je Begegnung. In der Saison 1983/84 machte er einen Abstecher nach Belgien. Er spielte dort für BBC Toptours Aarschot und trat mit der Mannschaft auch im Korać-Cup an. In dem europäischen Vereinswettbewerb ließ Herbert aufhorchen, als er Anfang November 1983 46 Punkte gegen PAOK Thessaloniki erzielte. Er kehrte noch im Laufe der Saison 1983/84 zu Hyvinkään Tahko zurück und erzielte in acht Ligaeinsätzen im Schnitt 35 Punkte. In der finnischen Liga fiel Herbert als korbgefährlicher Spieler auf, der bis 1990 in jeder Saison Mittelwerte von mehr als 26 Punkte pro Partie (1984/85 und 1986/87 von sogar mehr als 30) verbuchte. Der 1,98 Meter große Flügelspieler stand in Finnland bis 1994 in Diensten sechs verschiedener Vereine. Mit der kanadischen Nationalmannschaft nahm er an den Olympischen Spielen 1984 und der Weltmeisterschaft 1986 teil. 1983 gewann er mit Kanadas Studentennationalmannschaft Gold bei den Weltstudentenspielen in Edmonton. 1991 erlangte er einen Hochschulabschluss im Fach Sportpsychologie. Seine Spielerkarriere endete 1994 nach mehreren Eingriffen am Knie.

### Trainer
In Finnland trainierte er UU-Korihait und Espoon Honka. Espoo führte er im Spieljahr 1998/99 zur Vizemeisterschaft, 1996/97 und 1997/98 erreichte die Mannschaft unter Herbert jeweils den dritten Rang in der ersten finnischen Liga. 1999 wechselte Herbert zum österreichischen Bundesligisten Oberwart Gunners und wurde nach einem Jahr im Burgenland vom deutschen Erstligisten DJK S.Oliver Würzburg verpflichtet. Die Würzburger führte er im Spieljahr 2000/01 als Tabellenfünfter in die Bundesliga-Meisterrunde, wo das Ausscheiden gegen Gießen erfolgte. Seine Saison in Würzburg sei der „positive Wendepunkt seiner Karriere“ gewesen, sagte Herbert später.
Er wechselte 2001 innerhalb der Bundesliga zu den Skyliners Frankfurt. Diese gewannen unter seiner Leitung 2004 die deutsche Meisterschaft. Grundstein zur Meisterschaft wurde für Herberts Mannschaft die gute Verteidigung. Die Frankfurter gestatteten den Gegnern in 21 Partien der Saison 2003/04 nur weniger als 70 Punkte. Herberts Truppe gelang es auf dem Weg zum Titel, trotz einer personell dünnen Besetzung Verletzungsrückschläge wegzustecken. Seine erste Frankfurter Amtszeit dauerte drei Jahre, anschließend war Herbert für den französischen Klub Paris Basket Racing als Cheftrainer tätig. Den verschuldeten Hauptstadtverein führte er in der Saison 2004/05 trotz finanzieller Unwägbarkeiten auf den vierten Tabellenplatz in der Hauptrunde, ehe man im Viertelfinale ausschied. In seinem zweiten Pariser Jahr verpasste er mit der Mannschaft den Einzug in die Meisterrunde. 2006/07 arbeitete er für Élan Béarnais Pau-Orthez, mit dem er den französischen Pokal in der Saison 2006/07 gewann. Bis auf den Sieg im Pokalwettbewerb verlief das Jahr in Pau-Orthez wegen des Verpassens der Meisterrunde enttäuschend. Von 2005 bis 2006 war neben seinen Aufgaben im Vereinsbereich Trainer der georgischen Nationalmannschaft. Von 2007 bis 2008 war er Cheftrainer von Aris Thessaloniki in Griechenland. Zur folgenden Spielzeit kehrte Herbert nach Kanada zurück und wurde der für die Spielerentwicklung zuständige Assistenztrainer der NBA-Mannschaft Toronto Raptors.
In der Saison 2009/10 trainierte Herbert zeitweilig abermals Espoon Honka. Am 12. April 2010 wurde er erneut als Trainer der Frankfurt Skyliners vorgestellt. Dort ersetzte er Murat Didin, welcher von den Skyliners freigestellt wurde. Damit begann Herberts zweite Amtszeit in Frankfurt, nachdem er bereits von 2001 bis 2004 als Trainer der Skyliners tätig gewesen war. Sein Vertrag hatte zunächst eine Laufzeit bis zum Ende der Saison 2010/2011. In dieser Zeit führte Herbert die Skyliners 2010 in die Finalserie um die deutsche Meisterschaft sowie ins Pokalendspiel und 2011 zum zweiten Platz in der Hauptrunde. Zur Saison 2011/2012 wechselte er zu Alba Berlin. Mit Berlin scheiterte Herbert im Bundesliga-Viertelfinale gegen die s.Oliver Baskets, schied in der Zwischenrunde des EuroCups aus und wurde im Juni 2012 entlassen.
Im Mai 2013 wurde bekannt, dass Herbert zur Saison 2013/2014 erneut Headcoach der Skyliners Frankfurt wird. Damit übernahm er das Amt zum dritten Mal in seiner Karriere. 2016 gewann er mit Frankfurt den FIBA Europe Cup, erreichte in der Bundesliga das Halbfinale und wurde zum Trainer des Jahres in der Bundesliga gewählt. Im August 2016 musste Herbert einen Eingriff am Rücken vornehmen lassen und nahm erst im November desselben Jahres die Arbeit wieder auf.
Im Februar 2018 wurde Herbert zum Trainer der kanadischen Basketballnationalmannschaft ernannt, um diese durch die WM-Qualifikation für die Weltmeisterschaft 2019 zu führen. Sein Amt als Frankfurter Cheftrainer legte er nach dem Abschluss der Saison 2018/19 nieder. Sein Vertrag mit dem Verein ruhte zunächst ein Jahr, er blieb dem Bundesligisten jedoch als Berater verbunden. Im Juni 2019 gab der kanadische Basketballverband bekannt, dass Herbert gemeinsam mit Nick Nurse das Trainergespann der Nationalmannschaft bei der WM 2019 bilden werde, wobei Nurse in der Rolle des Cheftrainers die Hauptverantwortung übertragen bekam. Danach war er als Berater bei den Brooklyn Nets tätig. Im Mai 2020 gaben die Frankfurter bekannt, dass Herbert nicht zu ihnen zurückkehren werde, da er seine Stelle im Trainerstab der kanadischen Nationalmannschaft nicht aufgeben wollte.
Zur Saison 2020/21 übernahm Herbert das Traineramt beim russischen Verein Awtodor Saratow. Mitte März 2021 kam es zwischen dem Kanadier und Saratow zur Trennung.
Im September 2021 wurde Herbert vom Deutschen Basketball Bund zum Bundestrainer ernannt, übernahm damit das Amt des Cheftrainers der deutschen Nationalmannschaft. Er wurde Nachfolger von Henrik Rödl, dessen Vertrag kurz nach den 2021 ausgetragenen Olympischen Spielen 2020 auslief. Der Kanadier unterschrieb zunächst für zwei Jahre mit Option auf ein weiteres, das die Olympischen Spiele 2024 umfassen würde. „Es geht darum, Medaillen zu gewinnen. Bei der EM, bei der WM, bei Olympia. Egal bei welchem Turnier“, sagte Gordon Herbert bei seiner Vorstellung. Als erster deutscher Bundestrainer verlegte Herbert seinen Wohnort nach Hagen, dem Sitz des Deutschen Basketball Bunds. Im ersten Länderspiel unter Herberts Leitung verlor die deutsche Mannschaft Ende November 2021 in der WM-Qualifikation gegen Estland mit 66:69. Im September 2022 führte Herbert die deutsche Auswahl zum Gewinn der Bronzemedaille bei der Europameisterschaft. Im August 2023 wurde sein Vertrag als Bundestrainer bis 2025 verlängert. Zur Weltmeisterschaft 2023 reiste Herbert mit denselben drei Co-Trainern (Sebastian Gleim, seinem Sohn Daniel Herbert und Klaus Perwas), die bereits im Spieljahr 2018/19 in Frankfurt für ihn arbeiteten. Er führte die deutsche Mannschaft bei dem WM-Turnier ungeschlagen zum Gewinn des ersten Weltmeistertitels.
Am 15. Mai 2024 gab der DBB bekannt, dass Herbert den Verband nach den Olympischen Spielen verlassen werde und seine Tätigkeit als Bundestrainer trotz Vertrag bis 2025 nicht fortsetzen werde. Am 25. Juli 2024 wurde bekannt, dass er mit dem Beginn der Saison 2024/25 zu den Basketballern des FC Bayern München wechselt. Bei den Olympischen Spielen 2024 wurde er mit der deutschen Mannschaft Vierter.
Anfang Mai 2025 gab der kanadische Basketballverband Herbert als neuen Cheftrainer der kanadischen Nationalmannschaft mit Dienstbeginn im Sommer 2026 bekannt. Er führte den FC Bayern in der Saison 2024/25 zum Gewinn des deutschen Meistertitels.

## Erfolge und Auszeichnungen
als Trainer
- 2004: Deutscher Meister (mit den Opel Skyliners Frankfurt)
- 2007: Französischer Pokalsieger (mit Élan Béarnais Pau-Lacq-Orthez)
- 2009: Finnischer Pokalsieger (mit Espoon Honka)
- 2016: Sieger des FIBA Europe Cup (mit den Skyliners Frankfurt)
- 2016: Bundesliga-Trainer des Jahres
- 2022: Bronzemedaille bei der Europameisterschaft (mit der deutschen Nationalmannschaft)
- 2023: Weltmeister (mit der deutschen Nationalmannschaft)
- 2023: Bambi in der Kategorie Sport (mit der deutschen Nationalmannschaft)[44]
- 2024: Bundesverdienstkreuz am Bande[45]
- 2025: Deutscher Meister (mit dem FC Bayern München)

## Arbeitsweise
Eine von Herberts Stärken als Trainer liegt im zwischenmenschlichen Bereich und dabei besonders im Auf- und Ausbau des Verhältnisses zu seinen Spielern, in der Mannschaftsführung und in der klaren Zuweisung von Rollen für seine Spieler. Johannes Voigtmann, der unter Herbert in Frankfurt und in der deutschen Nationalmannschaft spielte, beschrieb ihn als rational, geradlinig und gerecht. In spieltaktischer Hinsicht wurde Herbert zugeschrieben, gegnerische Mannschaften mit taktischen Schachzügen zu überraschen.

## Privatleben
Herbert war dreimal verheiratet und ist dreifacher Vater. Aus der 1985 geschlossenen Ehe mit einer Finnin gingen zwei Söhne hervor. Herbert hat des Weiteren eine Tochter aus erster Ehe. Beide Söhne, Mikael und Daniel, schafften beim finnischen Klub UU-Korihait Uusikaupunki den Sprung in die Erstligamannschaft, Daniel spielte in der Saison 2013/14 für die zweite Herrenmannschaft der Frankfurt Skyliners in der 2. Bundesliga ProB. Mikael war finnischer Juniorennationalspieler. Im Oktober 2018 wurde Daniel unter seinem Vater Co-Trainer in Frankfurt, 2020 in Saratow, 2021 in der deutschen Nationalmannschaft und 2024 in München.
In seinem 2024 erschienenen Buch Die Jungs gaben mir mein Leben zurück berichtete Herbert, jahrelang unter Depressionen gelitten zu haben.

## Veröffentlichungen
- Die Jungs gaben mir mein Leben zurück, mit Jonathan Sierck. 1. Auflage. Next Level Verlag, Gräfelfing 2024. ISBN 978-3-949458-97-2.